# Philippe Sergeant
Pour les articles homonymes, voir Sergeant.
Philippe Sergeant, né le 17 avril 1953 à Châtillon et mort le 20 décembre 2018 à Paris, est un poète français, également essayiste, romancier, dramaturge.
Il a vécu 10 années au Japon, puis trois en Corée. Il enseignait la philosophie de l'esthétique à l'École européenne supérieure de l'image.

## Œuvres
- La victoire de Tancrède : théâtre, Editions de la Différence, 1989.
- Donald Sultan, appoggiatures, Editions de la Différence, 1989
- Alain Jouffroy, l'instant des mots, Paris, Editions de la Différence, mars 1991
- Maurice Matieu : L'insoumission, Actes Sud, 1995
- avec Yves Laffont, Gérard de Nerval, la mort d'Andros, Editions de la Différence
- Kim Tschang-Yeul, Editions de la Différence, coll. « Mains et Merveilles », 2008
- Deleuze, Derrida, du danger de penser, Editions de la Différence, 2009
- Nietzsche, de l'humour à l'éternel retour, Editions de la Différence, 2010